# Ellen Willis
Ellen Jane Willis (Nova Iorque, 14 de dezembro de 1941 - Nova Iorque, 9 de novembro de 2006) foi uma ativista política feminista, jornalista e escritora estadunidense, reconhecida ensaísta política e crítica musical. Dentro dos debates das guerras sexuais feministas, foi pioneira na defesa do feminismo sexo-positivo. A coleção de seus ensaios, The Essential Ellen Willis (2011), recebeu o prêmio National Book Critics Circle Award. Foi destaque do filme She's Beautiful When She's Angry (2014).

## Biografia
Willis nasceu em Manhattan, Nova Iorque, nos Estados Unidos, em uma família judia e cresceu nos bairros do Bronx e Queens. Seu pai era um tenente de polícia no Departamento de Polícia de Nova York. Na graduação, Willis frequentou o Barnard College e cursou sua pós-graduação na Universidade da Califórnia em Berkeley, onde estudou literatura comparada. Foi casada desde o final da década de 1970 com o professor de sociologia Stanley Aronowitz, seu segundo marido. O casal compartilhava igualmente as tarefas domésticas. Ellen Willis morreu no dia 9 de novembro de 2006, de câncer de pulmão.

## Carreira
Entre as décadas de 1960 e 1970, foi a primeira crítica de música pop a escrever no The New Yorker, escrevendo também para as revistas The Village Voice, The Nation, Rolling Stone, Slate, Salon e Dissent - na qual ela integrou o conselho editorial. Foi autora de várias coleções de ensaios.Pouco antes de sua morte, era professora no departamento de jornalismo e chefe do Center for Cultural Reporting and Criticism (em português, Centro de Reportagem e Crítica Cultural).

## Escrita e ativismo
Willis ficou conhecida por seu ativismo político feminista. Foi membro da organização New York Radical Women e cofundadora, no início de 1969, do grupo feminista radical Redstockings. A partir de 1979, Willis escreveu vários ensaios críticos dos posicionamentos anti-pornografia advindos do próprio feminismo. Em sua opinião, estes posicionamentos seriam decorrentes de um puritanismo sexual e um autoritarismo moral, além de configurarem-se como uma ameaça à liberdade de expressão. Tais ensaios foram umas das primeiras expressões oposicionistas ao movimento anti-pornográfico, no prelo das guerras sexuais feministas. Seu ensaio de 1981, Lust Horizons: Is the Women's Movement Pro-Sex? é a origem do termo, "feminismo pró-sexo". Willis foi uma grande defensora dos direitos das mulheres ao aborto. Em meados da década de 1970, foi membro fundadora do teatro de rua pró-escolha e do grupo de protesto No More Nice Girls.[carece de fontes?]Autodenominada socialista democrática antiautoritária, era crítica daquilo que via como um conservadorismo social e autoritarismo tanto na direita quanto na esquerda. No campo da política cultural, se opôs às ideias recorrentes de que questões cultural são desimportantes politicamente e de que a política identitária é uma mera manifestação do politicamente correto.[carece de fontes?]Em vários ensaios e entrevistas escritos desde os ataques de 11 de setembro, Willis apoiou cautelosamente a intervenção humanitária, mas também se opôs à invasão do Iraque em 2003, apesar de criticar certos aspectos do movimento antiguerra. Willis escreveu vários ensaios sobre o antissemitismo e foi particularmente crítica do antissemitismo de esquerda. Ocasionalmente, escreveu sobre o próprio judaísmo, publicando um ensaio particularmente notável sobre a jornada espiritual de seu irmão como Baal Teshuva para a Rolling Stone em 1977. Ela via uma estreita relação entre autoritarismo político e repressão sexual, ideia que foi apresentada pela primeira vez pelo psicólogo Wilhelm Reich. Grande parte dos escritos de Willis explora as análises reichiana ou freudiana radical de tais fenômenos. Em 2006, ano de sua morte, estava trabalhando em um livro sobre a importância do pensamento psicanalítico radical para questões sociais e políticas da atualidade.

### Crítica do rock
Willis foi uma das mulheres pioneiras na área da crítica musical, que era, em seus primórdios, um campo predominantemente masculino. Entre 1968 e 1975, escreveu para o The New Yorker, configurando-se uma das primeiras críticas de música pop a escrever nacionalmente, para um público estadunidense. Ela conseguiu o emprego depois de ter publicado apenas um artigo, intitulado "Dylan", na revista underground Cheetah, em 1967. Além de sua coluna no New Yorker, "Rock, etc." também publicou críticas na Rolling Stone, no Village Voice, bem como para encarte e antologias de livros. É notável o seu ensaio sobre o Velvet Underground, para a antologia Stranded (1979) de Greil Marcus.Richard Goldstein caracterizou o trabalho de Ellen Willis como essencialmente "libertador", comparando-a a Emma Goldman e Abbie Hoffman, em sua opinião, pessoas "parte de uma tradição perdida - radicais do desejo". Era amiga de muitos críticos, além de Richard Goldstein, havia Robert Christgau, Georgia Christgau, Greil Marcus.[carece de fontes?] Chegou a se relacionar com Robert Christgau. Christgau, Joe Levy, Evelyn McDonnell, Joan Morgan e Ann Powers citaram Willis como uma influência em suas carreiras e estilos de escrita. Em 2011, sua filha, Nona Willis-Aronowitz, publicou a coleção de suas resenhas e ensaios musicais, Out of the Vinyl Deeps (University of Minnesota Press). No mesmo ano, em 30 de abril, foi realizada uma conferência, "Sex, Hope, & Rock 'n' Roll: The Writings of Ellen Willis", na Universidade de Nova Iorque. Ellen Willis "celebrou a seriedade do prazer e saboreou intitulada o prazer de pensar seriamente", disse uma crítica no The New York Times.

## Legado
Em 2008, a coleção de artigos de Ellen Willis foi depositada na biblioteca Arthur and Elizabeth Schlesinger sobre história das mulheres, no Radcliffe Institute da Harvard University. Além disso, em 2011, foi destaque no filme de história feminista She's Beautiful When She's Angry.

## Prêmios
- The Essential Ellen Willis, editado por sua filha, Nona Willis Aronowitz, ganhou o National Book Critics Circle Award de 2014 (Crítica).[3]

### Livros
- Willis, Ellen (1962). Questions freshmen ask: a guide for college girls. New York: Dutton
- Willis, Ellen (1981). Beginning to See the Light: Pieces of a Decade. New York: Knopf: distributed by Random House. ISBN 0-394-51137-9
- Willis, Ellen (1992). Beginning to See the Light: Sex, Hope, and Rock-and-Roll. 2d ed. Hanover: Wesleyan. ISBN 0-8195-6255-6
- Willis, Ellen (1992). No More Nice Girls: Countercultural Essays. Hanover, NH: Published by University Press of New England [for] Wesleyan University Press. ISBN 0-8195-5250-X
- Willis, Ellen (1999). Don't Think, Smile!: Notes on a Decade of Denial. [S.l.]: Beacon Press. ISBN 0-8070-4320-6
- Willis, Ellen (2011). Out of the Vinyl Deeps: Ellen Willis on Rock Music. [S.l.]: University of Minnesota Press. ISBN 978-0-8166-7283-7. Consultado em 19 de novembro de 2013
- Willis, Ellen (2014).  Willis-Aronowitz, ed. The Essential Ellen Willis. [S.l.]: University of Minnesota. ISBN 978-0-8166-8121-1
- Echols, Alice (1989). Daring to Be Bad: Radical Feminism in America 1967-1975. [S.l.]: University of Minnesota Press. ISBN 0-8166-1786-4. Consultado em 3 de junho de 2009

### Ensaios e outras contribuições
- "Ellen Willis's Reply", 1968.
- "Mulheres e o Mito do Consumismo", Ramparts, 1969.
- "Hell No, I Won't Go: End the War on Drugs", Village Voice, 1989.
- "Vote for Ralph Nader!", Salon, 2000.

### Entrevistas
- "Ellen Willis, Feminist and Writer", Fresh Air, 10 de novembro de 2006 (transmitido originalmente em 14 de fevereiro de 1989).
- Entrevista com Ellen Willis e outros em Implicating Empire por Doug Henwood, Left Business Observer (rádio), 27 de março de 2003.